# 소책자
소책자(小冊子)는 페이지 수가 적은 책을 의미한다.